# Кубок обладателей кубков ЕКВ среди женщин 1990/1991
19-й розыгрыш Кубка обладателей кубков ЕКВ среди женщин проходил с 3 ноября 1990 по 17 февраля 1991 года с участием 24 клубных команд стран-членов Европейской конфедерации волейбола. Победителем в 3-й раз в своей истории и в 3-й раз подряд стала советская команда АДК (Алма-Ата).

## Команды-участницы
| Страна       | Команда                            |
| ------------ | ---------------------------------- |
| Австрия      | «Вюстенрот» (Зальцбург)            |
| Албания      | «Скендербеу» (Корча)               |
| Бельгия      | «Кортрейк» (Кортрейк)              |
| Болгария     | ЦСКА (София)                       |
| Венгрия      | «Вашаш» (Будапешт)                 |
| Германия     | «Байерн-Лоххоф» (Унтершлайсхайм)   |
| Германия     | «Шверинер» (Шверин)                |
| Греция       | «Ионикос» (Неа-Филаделфия)         |
| Израиль      | «Хапоэль» (Бат-Ям)                 |
| Испания      | «Эспаньол» (Корнелья-де-Льобрегат) |
| Италия       | «Окки Верди» (Модена)              |
| Кипр         | «Пезопорикос» (Ларнака)            |
| Люксембург   | «Клаузен» (Люксембург)             |
| Нидерланды   | «Схиппер-Мартинус» (Амстелвен)     |
| Норвегия     | «Харстад» (Харстад)                |
| Румыния      | «Динамо» (Бухарест)                |
| СССР         | АДК (Алма-Ата)                     |
| СССР         | ТТУ (Ленинград)                    |
| Турция       | «Эджзаджибаши» (Стамбул)           |
| Финляндия    | «Валкеалан Кайо» (Валкеакоски)     |
| Франция      | «Курьер» (Курьер)                  |
| Чехословакия | «Славия» (Братислава)              |
| Швейцария    | БТВ (Люцерн)                       |
| Югославия    | «Палома-Браник» (Марибор)          |

## Система проведения розыгрыша
В турнире принимают участие команды 22 стран-членов ЕКВ (на 1990 год; 23 представителя национальных чемпионатов или Кубков своих стран и советский АДК в качестве победителя предыдущего розыгрыша). Во всех стадиях турнира применяется система плей-офф, то есть команды делятся на пары и проводят между собой по два матча с разъездами. Победителем пары выходит команда, одержавшая две победы. В случае равенства побед победителем становится команда, имеющая лучшее соотношение партий по сумме обоих матчей. В случае равенства и этого показателя в дальнейшую стадию плей-офф выходит команда, имеющая лучшее соотношение игровых очков по сумме матчей.
В 1-м раунде плей-офф приняли участие 16 команд. 8 победителей пар 1-го раунда выходят в 1/8 финала, где к ним присоединяются 8 команд, освобождённых от участия в стартовом раунде. 
8 команд-участниц четвертьфинала плей-офф определяют четырёх участников финального этапа.
Финальный этап состоит из предварительного раунда, полуфинала и двух финалов (за 3-е и 1-е места). Пары предварительного раунда определяются жеребьёвкой. Победители пар в полуфинальных матчах против проигравших определяют участников финала.

## 1-й раунд
ноябрь 1990
 «Кортрейк» —  «Схиппер-Мартинус» (Амстелвен)
3 ноября. 0:3 (1:15, 7:15, 6:15).
10 ноября. 0:3 (4:15, 4:15, 9:15).
 «Скендербеу» (Корча) —  «Эджзаджибаши» (Стамбул)
3 ноября. 1:3 (15:5, 14:16, 14:16, 4:15).
10 ноября. 0:3 (1:15, 8:15, 6:15).
 «Вюстенрот» (Зальцбург) —  «Клаузен» (Люксембург)
3 ноября. 3:0 (15:0, 15:1, 15:4).
10 ноября. 3:0 (15:3, 15:0, 15:2).
 «Палома-Браник» (Марибор) —  «Эспаньол» (Корнелья-де-Льобрегат)
3 ноября. 1:3 (13:15, 15:11, 7:15, 13:15).
10 ноября. 0:3 (8:15, 14:16, 6:15).
 ТТУ (Ленинград) —  «Валкеалан Кайо» (Валкеакоски)
3 ноября. 3:0 (15:9, 15:9, 15:12).
10 ноября. 3:0 (15:9, 15:1, 15:12).
 «Пезопорикос» (Ларнака) —  «Ионикос» (Неа-Филаделфия)
3 ноября. 0:3 (2:15, 3:15, 4:15).
10 ноября. 0:3 (1:15, 9:15, 3:15).
 «Хапоэль» (Бат-Ям) —  БТВ (Люцерн)
3 ноября. 0:3 (7:15, 8:15, 11:15).
10 ноября. 0:3 (3:15, 2:15, 5:15).
 «Курьер» —  «Харстад»
3 ноября. 3:0 (15:1, 15:7, 15:3).
10 ноября. 3:0 (15:5, 15:9, 15:11).
От участия в первом раунде освобождены:
| ЦСКА (София) «Вашаш» (Будапешт) «Байерн-Лоххоф» (Унтершлайсхайм «Шверинер» (Шверин) | «Окки Верди» (Модена) «Динамо» (Бухарест) АДК (Алма-Ата) «Славия» (Братислава) |

## 1/8 финала
декабрь 1990
 АДК (Алма--Ата) —  «Схиппер-Мартинус» (Амстелвен)
6 декабря. 3:1 (15:7, 13:15, 17:15, 15:9).
9 декабря. 1:3 (6:15, 11:15, 15:8, 16:17). Соотношение игровых очков по сумме двух матчей — 108:101.
 «Славия» (Братислава) —  «Эджзаджибаши» (Стамбул)
1 декабря. 3:0 (15:7, 15:10, 17:15).
8 декабря. 0:3 (11:15, 9:15, 9:15). Соотношение игровых очков по сумме двух матчей — 76:77.
 ЦСКА (София) —  «Вюстенрот» (Зальцбург)
1 декабря. 3:1 (9:15, 15:13, 15:11, 15:12).
8 декабря. 3:1 (17:16, 15:10, 14:16, 15:4).
 «Эспаньол» (Корнелья-де-Льобрегат) —  «Окки Верди» (Модена)
1 декабря. 0:3 (3:15, 5:15, 2:15).
8 декабря. 3:2 (6:15, 15:6, 11:15, 15:9, 17:15).
 ТТУ (Ленинград) —  «Ионикос» (Неа-Филаделфия)
1 декабря. 3:1 (9:15, 15:11, 15:0, 15:4).
8 декабря. 2:3 (15:4, 15:4, 4:15, 7:15, 13:15).
 «Динамо» (Бухарест) —  «Шверинер» (Шверин)
1 декабря. 3:0 (15:7, 15:6, 15:9).
8 декабря. 3:1 (15:11, 11:15, 15:8, 15:9).
 «Байерн-Лоххоф» (Унтершлайсхайм) —  БТВ (Люцерн)
1 декабря. 3:1 (15:4, 6:15, 15:4, 15:6).
8 декабря. 3:1 (15:8, 15:9, 11:15, 16:14).
 «Курьер» —  «Вашаш» (Будапешт)
1 декабря. 1:3 (16:17, 15:11, 11:15, 9:15).
8 декабря. 2:3 (15:11, 5:15, 17:16, 13:15, 10:15).

## Четвертьфинал
январь 1991
 АДК (Алма-Ата) —  «Эджзаджибаши» (Стамбул)
16 января. 3:0 (15:8, 15:12, 15:1).
23 января. 3:0 (15:7, 15:7, 15:11).
 ЦСКА (София) —  «Окки Верди» (Модена)
15 января. 3:0 (15:6, 15:5, 15:8).
22 января. 1:3 (12:15, 7:15, 15:9, 13:15).
 ТТУ (Ленинград) —  «Динамо» (Бухарест)
16 января. 3:0 (15:6, 15:10, 15:12).
23 января. 3:0 (15:9, 15:8, 17:16).
 «Вашаш» (Будапешт) —  «Байерн-Лоххоф» (Унтершлайсхайм)
16 января. 1:3 (15:13, 8:15, 11:15, 8:15).
23 января. 0:3 (7:15, 8:15, 12:15).

## Финал четырёх
15—17 февраля 1991.  Дингольфинг.
Участники:
 «Байерн-Лоххоф» (Унтершлайсхайм)

 ЦСКА (София)

 АДК (Алма-Ата)

 ТТУ (Ленинград)

### Предварительный раунд
15 февраля
 АДК —  ТТУ
3:2 (14:16, 9:15, 15:7, 15:8, 15:11).
 ЦСКА —  «Байерн-Лоххоф»
3:1 (12:15, 15:10, 15:9, 15:7).

### Полуфинал
16 февраля
 ЦСКА —  ТТУ
3:2 (12:15, 15:13, 15:6, 16:17, 15:10).
 АДК —  «Байерн-Лоххоф»
3:0 (15:10, 15:13, 15:9).

### Матч за 3-е место
17 февраля
 «Байерн-Лоххоф» —  ТТУ
3:2 (4:15, 15:4, 15:11, 8:15, 15:10).

### Финал
17 февраля
 АДК —  ЦСКА
3:2 (8:15, 15:7, 16:14, 13:15, 15:10).

### Итоги

#### Положение команд
| АДК (Алма-Ата)                   |
| ЦСКА (София)                     |
| «Байерн-Лоххоф» (Унтершлайсхайм) |
| 4. ТТУ (Ленинград)               |

#### Призёры
АДК (Алма-Ата): Ирина Горбатюк, Л.Козырева, Светлана Крылова, Татьяна Меньшова, О.Носач, Елена Овчинникова, Элла Райбер, Ирина Светлова, И.Сорокина, Марина Чуксеева, Елена Шишкина. Главный тренер — Нелли Щербакова.
  ЦСКА (София).
  «Байерн-Лоххоф» (Унтершлайсхайм): Нина Савацки, Нэнси Селис, Квак Сон Ок, Гудрун Витте, Карин Хорнингер, Силке Шмитт, Михаэла Шлоссер, … Главный тренер — Андреас Фольмер.